# 空中聖戰
空中聖戰（日語：エアジハード），是日本純種競賽馬匹。生涯活躍於一哩賽事，曾於1999年勝出安田紀念及一哩冠軍賽，成爲第四匹稱霸春秋一哩賽的賽駒。

## 出賽前
1995年4月9日出生於北海道千歲市社台牧場，成長途中被馬主吉原每文購入，馬主名義則以其所經營的Lucky Field Co. Ltd.登錄。
其後交由美浦訓練中心練馬師伊藤正德訓練。

## 競賽生涯

### 3歲（現2歲）
1997年12月7日出戰中山競馬場3歲新馬戰，於武豐的策騎下成功在直路上迅速衝出，最終以3 1/2馬位差距奪得首勝。

### 4歲（現3歲）
1998年2月1日於條件戰卡特蘭賞復出，成功於直路上於外檔位置大幅衝刺，最終以1 1/2馬位壓贏對手取得連勝。
其後出戰皋月賞前哨戰春季錦標，然而於開閘前因於閘內暴走而使鼻部受傷，更導致漏閘之下只好於後方位置追走。進入直路後，縱然其不斷加速以求縮窄距離，但仍然無法追上前方的賽駒，最終以第四完賽。
春季錦標後，由於其在閘內暴走的行爲而被日本中央競馬會勒令需要進行出閘再審查，所幸於其中順利通過得以繼續出賽。
5月17日其出戰NHK一哩盃，雖然本次比賽出閘順利且於比賽途中保持良好的節奏，但於直路上未能進一步加速，最終以第七大敗。
其後進入放草並於秋季復出出戰10月18日的4歲以上900萬獎金以下條件戰鬥，於直路上成功跑出全場最佳末腳下成功拋離後方馬匹1 1/2馬位獲勝。
11月14日再度出戰另外一場條件戰奧多摩錦標，比賽途中一直保持於前方位置之下於直路上順利佔先，及後繼續加速以頸位姿態壓贏對手取得冠軍。
由於此時腳步不安的跡象逐漸消除，因而陣營決定安排其出戰11月28日舉行的富士錦標。本次比賽其落後於上年度安田紀念季軍速度世界、公開賽黃金盃冠軍Symboli Fethard及來日遠征的英國代表Muchea取得第四人氣。比賽開始後，前方由Muchea及礦脈帶出，空中聖戰於先頭約莫第四的位置跟隨，而速度世界及Symboli Fethard則於後方位置追走。通過最後彎道時候，其成功進佔內欄的有利位置發力，進入直路後隨即加速衝出並保持速度抵擋大外檔的Prest Symboli的追擊，最終以頸位優勢取得首個分級賽冠軍。

### 5歲（現4歲）
休養約4個於後，其於4月25日出戰公開賽谷川岳錦標以確保出戰安田紀念的實則資格。比賽開始後，其隨搶佔位置於前方推進，並於進入直路後率先衝出取得領先，可惜於最後關頭被後上的7歲老將Narita Protector以凌厲姿態超越，最終以頸位落敗得第二。
5月15日出戰安田紀念前哨戰京王盃春季盃，繼上年度有馬紀念冠軍草上飛後取得第二人氣。比賽開始後，空中聖戰於積極的策略下成功進佔第二的位置推進，並於進入直路後於內欄位置展開加速成功衝出取得領先。然而此時處於大外檔的草上飛突然爆發凌厲的末腳，空中聖戰無法抵擋對手的進擊下瞬間被超越，最終再度以相同方式憾負得第二。
其後按照計劃出戰春季最大目標安田紀念，落後京王盃春季盃冠軍草上飛、中山紀念冠軍帝皇光輝及高松宮紀念亞軍採珠取得第四人氣。比賽開始後，空中聖戰並未於往常一樣採取先行戰術，反而於比賽初段停留於後方位置等待時機，並以緊盯位處中團的草上飛之姿態推進。進入直路後，騎師蛯名正義隨即指揮其抽出大外檔望空加速，並不斷迫近處於前方的草上飛。直路中段，由於兩駒的距離不斷收窄甚至呈現平頭，因而一番纏鬥亦隨即展開，最終空中聖戰於終點線前率先透出下成功以鼻位優勢壓贏對手，取得首個一級賽冠軍之餘亦爲練馬師伊藤正德帶來首個一級賽優勝。
入秋後陣營期望其可以增程挑戰秋季天皇賞，原先安排每日王冠作爲其起動戰，然而於其腳步有不安跡象下決定改爲直走10月31日的秋季天皇賞。比賽開始後，其以跟隨前方三匹領放馬擁抱我、Sakura Namiki O及沉默獵人的方式於約莫第四、五的位置推進，並於比賽途中一直保持此節奏。進入直路後，由於前方三匹領放馬相繼體力不支失速，其輕巧地避過對手下一度取得領先，但其後隨即被後方以凌厲姿態加速的特別週及黃金旅程超越，最終以第三完賽。
其後出戰一哩冠軍賽，賽前以2.2倍獨贏賠率獲得第一人氣，其他有力對手包括天鵝錦標冠軍黑鷹及1997年櫻花賞馬協榮三月。比賽開始後，前方由協榮三月領放帶出，空中聖戰則和黑鷹處於中團左右的位置穩定追走。進入直路後，空中聖戰於此時抽出外檔，瞬間衝出並超越前方的協榮三月及黑鷹，後續保持速度抵擋後方第四人氣帝皇光輝的追擊，最終以拋離後方1 1/2馬位的姿態及破紀錄的1分32.8秒時間再度奪得冠軍，亦成爲繼Nihon Pillow Winner、北方飛翔及大樹快車後第四匹制霸春秋一哩賽的賽駒。
其後陣營安排其遠征香港出戰香港盃，並於12月7日到達當地作最後準備。然而12月10日被發現右前腳有腫脹下決定退賽，而於回國接受詳細檢查後確認爲肌腱炎，因而陣營宣佈安排其退役。
年末，由於其在本年度制霸春秋一哩賽，因而於評選中以109及153票當選最佳短途馬及最佳父內國產馬。

### 詳細賽績
| 日期       | 舉辦國家 | 馬場 | 距離   | 級別 | 賽事名稱             | 負重 | 騎師     | 馬號 | 出馬 | 名次 | 時間   | 頭馬（二馬）        |
| ---------- | -------- | ---- | ------ | ---- | -------------------- | ---- | -------- | ---- | ---- | ---- | ------ | ------------------- |
| 7/12/1997  | 日本     | 中山 | 草1200 |      | 3歲新馬              | 54   | 武豐     | 5    | 10   | 1    | 1:10.8 | （Ferdeen）         |
| 1/2/1998   | 日本     | 東京 | 泥1200 |      | 卡特蘭賞             | 55   | 武豐     | 11   | 15   | 1    | 1:13.6 | (I Am a Brother)    |
| 22/3/1998  | 日本     | 中山 | 草1800 | GII  | 春季錦標             | 56   | 武豐     | 8    | 15   | 4    | 1:50.1 | Courir Cyclone      |
| 17/5/1998  | 日本     | 東京 | 草1600 | GI   | NHK一哩賽            | 57   | 橋本廣喜 | 16   | 17   | 8    | 1:34.5 | 神鷹                |
| 18/10/1998 | 日本     | 東京 | 草1600 |      | 4歲以上900萬獎金以下 | 55   | 橋本廣喜 | 7    | 9    | 1    | 1:36.4 | （Conquista Crown） |
| 14/11/1998 | 日本     | 東京 | 草1400 |      | 奧多摩錦標           | 55   | 橋本廣喜 | 7    | 14   | 1    | 1:22.2 | （Wakasa Baron）    |
| 28/11/1998 | 日本     | 東京 | 草1400 | GIII | 富士錦標             | 54   | 橋本廣喜 | 5    | 15   | 1    | 1:23.0 | （Prest Symboli）   |
| 25/4/1999  | 日本     | 新潟 | 草1600 | OP   | 谷川岳錦標           | 56   | 橋本廣喜 | 14   | 15   | 2    | 1:32.5 | Narita Protector    |
| 15/5/1999  | 日本     | 東京 | 草1400 | GII  | 京王盃春季盃         | 56   | 蛯名正義 | 18   | 18   | 2    | 1:20.6 | 草上飛              |
| 13/6/1999  | 日本     | 東京 | 草1600 | GI   | 安田紀念             | 58   | 蛯名正義 | 12   | 14   | 1    | 1:33.3 | （草上飛）          |
| 31/10/1999 | 日本     | 東京 | 草2000 | GI   | 秋季天皇賞           | 58   | 蛯名正義 | 1    | 17   | 3    | 1:58.2 | 特別週              |
| 21/11/1999 | 日本     | 京都 | 草1600 | GI   | 一哩冠軍賽           | 57   | 蛯名正義 | 6    | 18   | 1    | 1:32.8 | （帝皇光輝）        |

## 退役後
退役後，空中聖戰成爲了配種馬，於北海道早來町（今安平町）社台Stallion Station休養，在2000年進行配種，首批子嗣於2001年出生。首批子嗣可於2003年出賽。2007年7月1日，Agnes Raspberry在函館短途錦標取勝，成爲首匹勝出分級賽的子嗣。2010年6月6日，昭和革新於安田紀念取勝，成爲首匹勝出一級賽的空中聖戰子嗣，亦達成父子制霸。
2003年其被轉移至至北海道門別町（今日高町）育馬者Stallion Station，2005年被轉移至北海道靜內町（今新日高町），於2007年返回育馬者Stallion Station後再於2012年前往北海道音更町中川郁夫牧場，最終於2013年落腳於北海道幕別町十勝輕種馬農業協同組合種馬所。
2017年10月20日其由配種馬退役，被轉移至北海道新日高町小國Stable以功勞馬身份進行養老生活。
2022年5月1日前往北海道浦河町王藏牧場，繼續於此地養老。

### 主要子嗣

#### 一級賽優勝子嗣
粗體字為一級賽
2004年生
- 昭和革新（打吡公爵挑戰盃、安田紀念）

#### 分級賽優勝子嗣
2001年生
- Nanayo Himawari（三月錦標）
- Agnes Raspberry（函館短途錦標）

2005年生
- Keep Away（ 委員獎）

## 血統簡介
父系Sakura Yutaka O爲日本賽駒，生涯戰績優秀，曾於1986年勝出秋季天皇賞。祖父Tesco Boy爲英國賽駒，生涯戰績優秀，曾勝出女皇安妮錦標，退役後被引入日本配種。
母系Icy Goggle爲日本賽駒，生涯戰績不佳僅勝出條件戰級別的賽事。外祖父Royal Ski爲美國賽駒，生涯戰績優秀，曾勝出一級賽桂冠未來錦標。

### 血統表
| 父線：Tesco Boy系（Princely Gift系） |                            |               |               |
| 種馬 Sakura Yutaka O 1982年（栗色）  | Tesco Boy 1963年（深棗色） | Princely Gift | Nasrullah     |
| 種馬 Sakura Yutaka O 1982年（栗色）  | Tesco Boy 1963年（深棗色） | Princely Gift | Blue Gem      |
| 種馬 Sakura Yutaka O 1982年（栗色）  | Tesco Boy 1963年（深棗色） | Suncourt      | Hyperion      |
| 種馬 Sakura Yutaka O 1982年（栗色）  | Tesco Boy 1963年（深棗色） | Suncourt      | Inquisition   |
| 種馬 Sakura Yutaka O 1982年（栗色）  | Angelica 1970年（深棗色）  | Never Beat    | Never Say Die |
| 種馬 Sakura Yutaka O 1982年（栗色）  | Angelica 1970年（深棗色）  | Never Beat    | Bride Elect   |
| 種馬 Sakura Yutaka O 1982年（栗色）  | Angelica 1970年（深棗色）  | Star Highness | Your Highness |
| 種馬 Sakura Yutaka O 1982年（栗色）  | Angelica 1970年（深棗色）  | Star Highness | Star Roch     |
| 繁殖雌馬 Icy Goggle 1987年（栗色）   | Royal Ski 1974年（栗色）   | Raja Baba     | 勇者帝王      |
| 繁殖雌馬 Icy Goggle 1987年（栗色）   | Royal Ski 1974年（栗色）   | Raja Baba     | Missy Baba    |
| 繁殖雌馬 Icy Goggle 1987年（栗色）   | Royal Ski 1974年（栗色）   | Coz Onijinsky | Involvement   |
| 繁殖雌馬 Icy Goggle 1987年（栗色）   | Royal Ski 1974年（栗色）   | Coz Onijinsky | Gleam         |
| 繁殖雌馬 Icy Goggle 1987年（栗色）   | Shadai Ivor 1979年（棗色） | 北方風味      | 北地舞人      |
| 繁殖雌馬 Icy Goggle 1987年（栗色）   | Shadai Ivor 1979年（棗色） | 北方風味      | Lady Victoria |
| 繁殖雌馬 Icy Goggle 1987年（栗色）   | Shadai Ivor 1979年（棗色） | Sour Orange   | Delta Judge   |
| 繁殖雌馬 Icy Goggle 1987年（栗色）   | Shadai Ivor 1979年（棗色） | Sour Orange   | Lady Attica   |
| 雌系：號族：8-g                      |                            |               |               |
| 五代內近親交配：Nasrullah 4×5×5      |                            |               |               |

## 命名由來
名字中，Air（エア）是馬主Lucky Field Co Ltd.冠名，出自NBA球星米高·佐敦的別名，亦有佛教中代表「空」的含意，Jihad（ジハード）於阿拉伯語中，帶有「聖戰」的意思。

## 外部連結
- 空中聖戰 netkeiba.com （页面存档备份，存于）
- 血統表 （页面存档备份，存于）